# Antoni Słonimski
Antoni Słonimski (n. 15 noiembrie 1895, Varșovia — d. 4 iulie 1976, Varșovia) a fost un poet, scriitor, dramaturg, critic literar și publicist polonez. A absolvit Academia de Arte Frumoase din Varșovia. După Al Doilea Război Mondial a condus o vreme Institutul de Cultură Poloneză de la Londra.

## Lucrări SF
A scris două romane științifico-fantastice: Torpeda czasu (Torpila timpului, în 1924) și Dwa końce świata (Două sfârșituri ale lumii, 1937). Romanul Dwa końce świata este probabil cea mai cunoscută lucrare distopică din aceea perioadă. 
În Torpeda czasu, tema romanului este influența individului asupra cursului istoriei. Profesorul Pankton, un om de știință din secolul al XXII-lea, a reușit să construiască o torpilă a timpului, o mașină care să-i permită să facă o călătorie în timp. Eroul, ghidat de intenții nobile, alături de tovarășii săi, decide să plece în Franța din secolul al XVIII-lea pentru a preveni Războaiele Napoleoniene, pentru a consolida democrația și a accelera astfel dezvoltarea umanității. El reușește să-l înlăture pe Napoleon Bonaparte de la putere, dar ca urmare a unor evenimente neprevăzute și reacții moderne, el nu-și poate pune în aplicare tot planul. După această misiunea nereușită, el decide să se întoarcă înapoi în anul 2123, dar pe parcursul călătoriei se dizolvă în nimic, ca urmare a schimbării istoriei, el nu s-a născut niciodată. Modificările propuse în evoluția omenirii trebuie totuși să aibă loc treptat - ele nu pot fi impuse cu forța societății.

## Volume de versuri
- Sonety (1918)
- Czarna wiosna (1919)
- Droga na wschód (1924)
- Okno bez krat (1935)
- Alarm (1940)
- Popiół i wiatr (1942)
- Wiek klęski (1945)
- Rozmowa z gwiazdą (1961)

## Vezi și
- Științifico-fantasticul în Polonia